# Кромлау

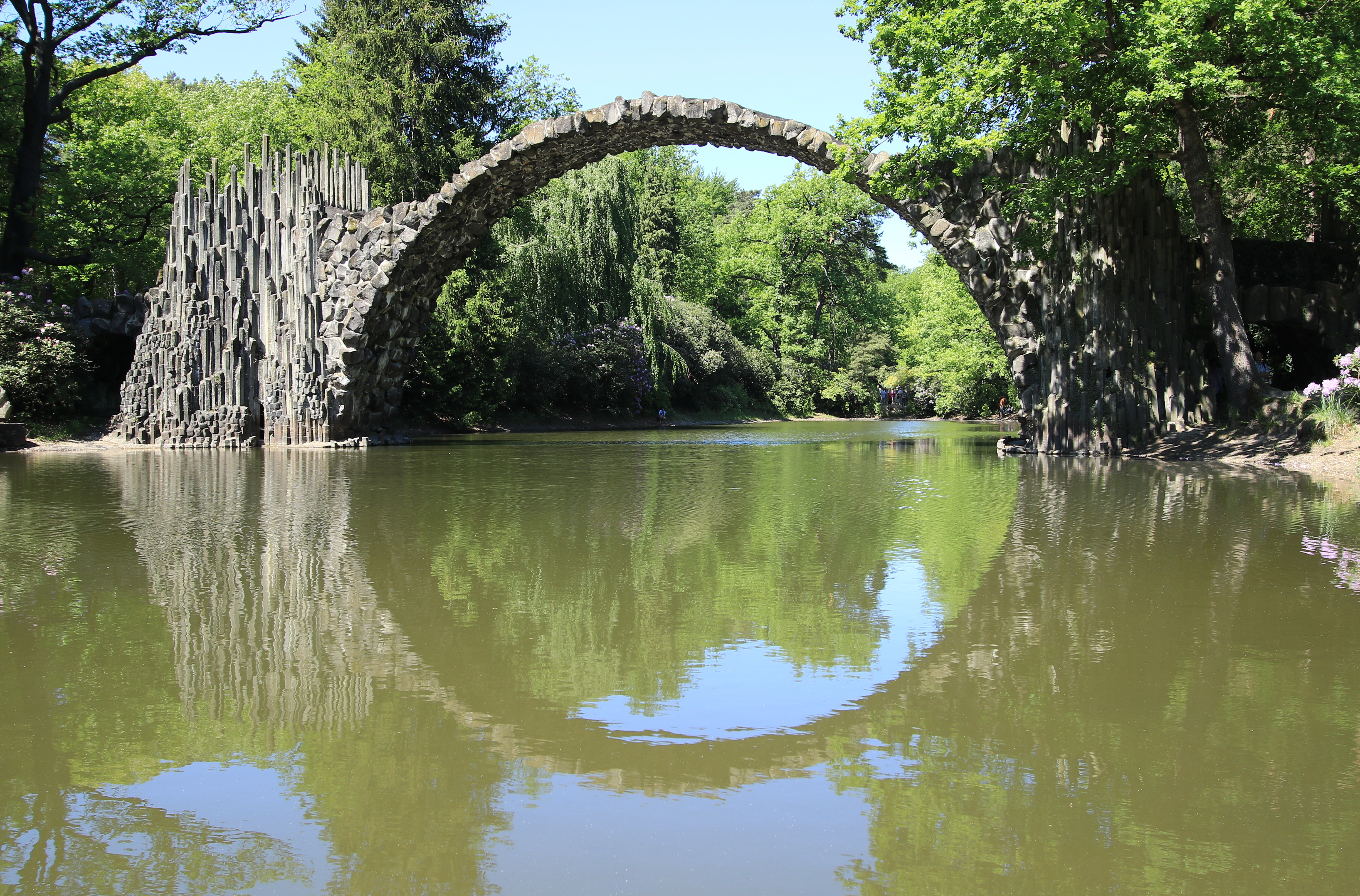
Мост в парке азалий и рододендронов

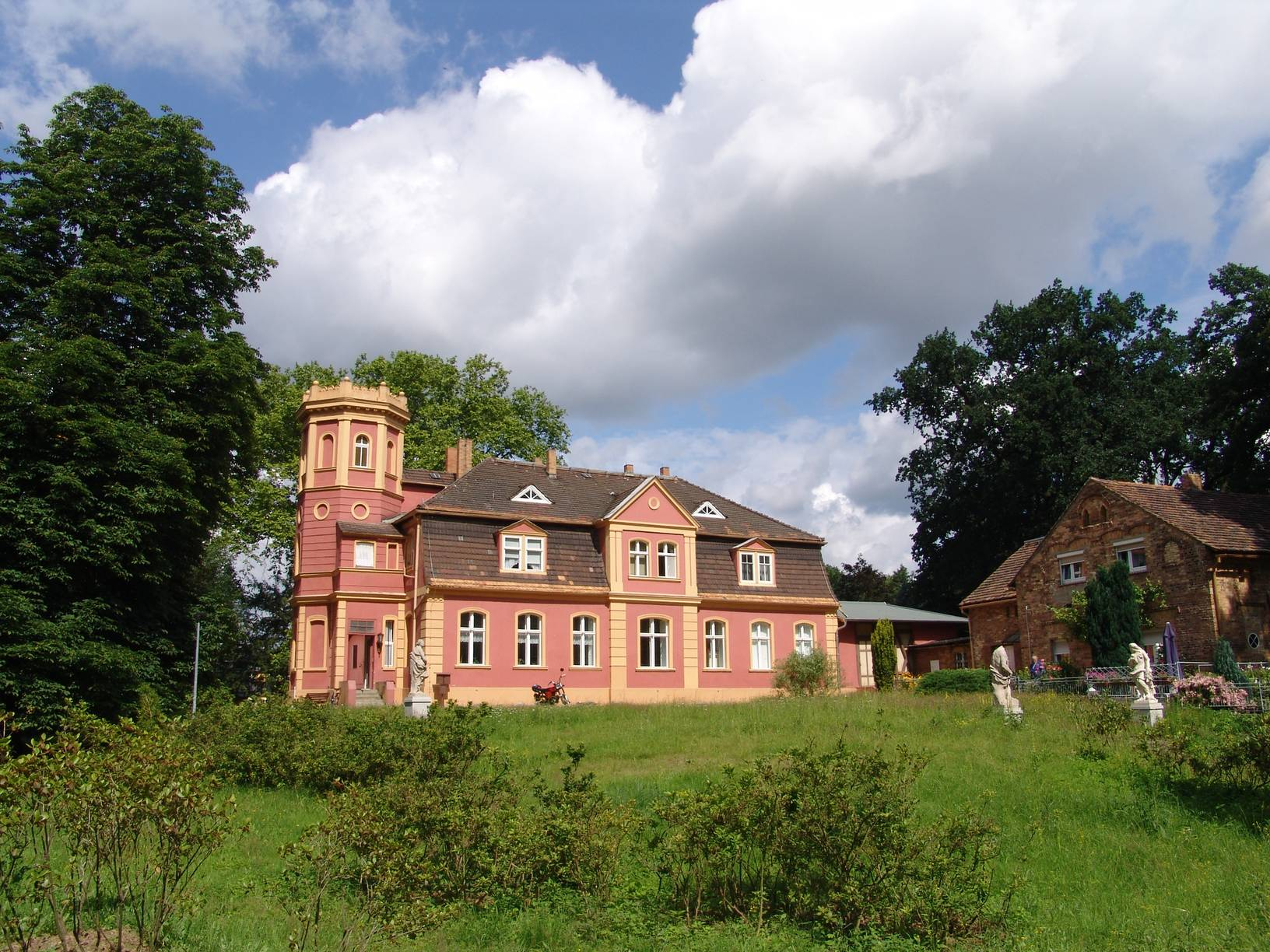
Бывшая усадьба

Кро́млау или Кро́мола (нем. Kromlau; в.-луж. Kromola) — деревня в Верхней Лужице, Германия. Входит в состав коммуны Габленц района Гёрлиц в земле Саксония. Подчиняется административному округу Дрезден.

## География
Находится на самом севере федеральной земли Саксония в южной части района Лужицких озёр примерно в четырёх километрах севернее города Вайсвассер, в десяти километрах западнее города Бад-Мускау и в шести километрах западнее от польской границы. На юге от деревни находятся искусственные Купянские озёра, которые ранее были шахтами по добыче бурого угля. Через деревню проходит автомобильная дорога К 8478.
Соседние населённые пункты: на севере — деревня Жевинк федеральной земли Бранденбург, на северо-востоке — деревня Восынка, на востоке — административный центр коммуны деревня Яблоньц и на западе — деревня Брезовка коммуны Грос-Дюбен.

## История
Впервые упоминается в 1474 году под наименованием Crumelaw.
С 1999 года входит в состав современной коммуны Габленц.
В настоящее время деревня входит в состав культурно-территориальной автономии «Лужицкая поселенческая область», на территории которой действуют законодательные акты земель Саксонии и Бранденбурга, содействующие сохранению лужицких языков и культуры лужичан.
Исторические немецкие наименования.
- Crumelaw, 1474
- Crumlaw, 1482
- Kromollau, 1540
- Grommelau, 1732
- Kromlau, 1831

## Население
Официальным языком в населённом пункте, помимо немецкого, является также верхнелужицкий язык.
Согласно статистическому сочинению «Dodawki k statisticy a etnografiji łužickich Serbow» Арношта Муки в 1884 году в деревне проживало 154 человека (из них — 134 серболужичанина (87 %)).
Лужицкий демограф Арношт Черник в своём сочинении «Die Entwicklung der sorbischen Bevölkerung» указывает, что в 1956 году при общей численности в 397 человек серболужицкое население деревни составляло 6,3 % (из них верхнелужицким языком владело 25 взрослых).
| 1818 | 1846 | 1871 | 1895 | 1900 | 1910 | 1925 | 1939 | 1946 | 1950 | 1964 | 1990 | 2011 |
| ---- | ---- | ---- | ---- | ---- | ---- | ---- | ---- | ---- | ---- | ---- | ---- | ---- |
| 70   | 140  | 144  | 146  | 244  | 273  | 331  | 317  | 359  | 373  | 355  | 238  | 282  |

## Достопримечательности
- Парк азалий и рододендронов